# Chocicz
Chocicz (Duits: Hermswalde) is een plaats in het Poolse district  Żarski, woiwodschap Lubusz. De plaats maakt deel uit van de gemeente Lubsko en telt 355 inwoners.